# سهم الوقت.. دورة الزمن
طرح عالم الأحافير ستيفن جاي غولد فكرة الأسطورة والمعنى الضمني في اكتشاف الوقت الجيولوجي عام 1987، إذ يُقدم المؤلف سردًا تاريخيًا لمفهوم الزمن العميق والتوحيد باستخدام أعمال اللغة الإنجليزية عالم اللاهوت توماس بيرنت، والجيولوجيين الاسكتلنديين جيمس هوتون وتشارلز لايل.

## الزمن العميق
يُصنف غولد تطور مفهوم (الزمن العميق)، الذي تضمن الرفض المُتعمد للوصف الإنجيلي لماضي الأرض لعهود غير مفهومة تقريبًا، مع الثورات المُرتبطة بكوبرنيكوس والعالم المشهور تشارلز داروين. لتوضيح ذلك، اختار غولد ثلاث شخصيات رئيسية في تاريخ الجيولوجيا، وهم الشرير التقليدي توماس بيرنت، والبطلان جيمس هوتون وتشارلز لايل.

## أسطورة «الكرتون»
لطالما قدمت حسابات الكُتب المدرسية القياسية لإنجازات هذه الشخصيات الثلاثة ما يصفه غولد بأنه «أساطير تخدم الذات». تتباهى هذه الروايات الواهية «من الورق المقوى» بتفوق التجريبية والحث على العدو العلمي للتعصب الديني. تَزعم هذه الإسطورة، التي كرستها كتب الجيولوجيا على مدى القرن الماضي، إن الجيولوجيا ظلت في خدمة قصة الخلق الفسيفائية طالما رفض المُنظرون الجيولوجيون ذوو الكراسي وضع العمل الميداني قبل سلطة الكتاب المقدس.
كان توماس بيرنت مجرد مُتحدث ديني نموذجي. بعد قرن من الزمان، انفصل هوتون بنحو بطولي عن هذا التعصب الكتابي من طريق القول بأن الدلائل الجيولوجية يجب أن تقوم على أساس تجريبي متين. طبقات الأرض، عند فحصها بعناية، «لا أثر لبداية، لا أمل لنهاية». لكن هوتون كان متقدمًا على وقته بكثير. لذلك لم يلبث أن نشر تشارلز لايل مبادئ الجيولوجيا حتى توصل الجيولوجيون أخيرًا إلى قبول رسالة هوتون الأساسية وأبعدوا التدخل المُعجزي والكوارث والفيضانات الإنجيلية عن علمهم. بعد تفصيل هذا الجزء من الدراما العلمية، يستمر غولد في هدمها من طريق إظهار أن حقاق عمل هوتون ولايل كانت عكس أسطورة الكتاب المدرسي. لم تكن نيته مُجرد فضح أسطورة الكتاب المدرسي، التي فضحها مؤرخون مثل مارتن جيه رودويك. يشرع في تصحيح الخطأ وإظهار المصادر الحقيقية للإلهام في تطور الزمن العميق، التي لم تُفهم بنحو صحيح.

## بيرنت
نظرية بيرنت هي نظرية ذات دورة واحدة، إذ يجري السرد الإنجيلي (سهم الوقت) في مساره ضمن مفهوم أوسع لـ«العام العظيم» و«الدائرة الكبرى للوقت والمصير»، التي تؤدي إلى عودة الفردوس.
إن إيمانه بالكتاب المُقدس هو الذي جعل بيرنت منبوذًا في تاريخ الجيولوجيا. ومع ذلك، لم يكن بيرنت مُتعصبًا دينيًا، وبالكاد جرى تصويره على أنه كان في سياق فكره العلمي المُعاصر.
على عكس أسطورة الكتاب المدرسي، كان بيرنت مُصرًا على شرح التاريخ الإنجيلي للأرض بالكامل ضمن إطار العلوم الطبيعية، وخالٍ من كل نداءات المُعجزات أو التدخل الإلهي. لذا، فإن «الرجل السيء» في تاريخ الكُتب الجيولوجية، كان في الواقع أكثر تكريسًا للعلم العقلاني الخالي من المُعجزات، ومن أعظم العلماء في عصره.

## دورات هوتون اللانهاية من الزمن العميق
قبل جيمس هوتون، كان مُعظم المُنظرين الجيولوجيين يتعاملون فقط مع عمليات الاضمحلال. نشأت الأرض وتآكلت هياكلها الجيولوجية من طريق أحداث كارثية، مثل التجوية وخاصةً الطوفان الإنجيلي.
أدخل هوتون مفهوم الإصلاح في الجيولوجيا ومعه مفهوم الزمن العميق. ترى أساطير الكُتب المدرسية في هذا انتصارًا للعلم والتجريبية على الدين، ولكنه لم يكن شيئًا من هذا القبيل أو المفهوم.
لم تكن نظرية هوتون عن الأرض ساعةً جيولوجية لتآكل القارات متوازنة مع ارتفاع أحواض المحيطات مبنية على مُلاحظات ميدانية، ولكن على مفاهيم مُسبقة مُستوحاة بنحو مُشترك من الاعتبارات الدينية والنسخة الأكثر صرامة وتصلبًا من دورة الزمن التي طورها العالم الجيولوجي على الإطلاق.
نشأت نظرية هوتون مما يُمكن أن يُسمى «مُفرقة التربة». التربة الجيدة، ناتج التعرية أو تآكل طبقات الصخور، تفقد في النهاية ثرائها للحياة النباتية التي تُحافظ عليها. إذا لم يوجد مصدر جيولوجي للتربة الجيدة المستمرة، فسيحمل العالم طابعًا لا يُطاق لدار مصمم بنحو غير كامل لوجود الإنسان.
لذلك طالبَ مفهوم هوتون المتجانس والنهائي للعالم بألا تنفد التربة، التربة الجديدة. وقد طالب هذا المطلب بدوره برفع طبقات جديدة لتصبح مصادر لتجديد التربة.
لذلك شرّع هوتون في العثور على دلائل على الارتقاء (وهو ما فعله بطبيعة الحال، حيث كان يبحث عنه).
وجد الكثير من الأدلة التي فُسرت على أنها ارتفاعات مُتكررة لقشرة الأرض. قاده هذا حتميًا إلى فكرة الزمن العميق.
كانت رؤية هوتون جامدة جدًا عن الأرض التي لا نهاية لها، التي تدور حول ذاتها «بلا أثر لبداية ولا أمل في النهاية»، لدرجة أنه فقد كُل الاهتمام بالطبيعة التاريخية للتغير الجيولوجي.
كان الإحسان الإلهي التي تنطوي عليه هذه الدورات هو كل شيء بالنسبة لهوتون. هذا هو البطل غير المُحتمل للجيولوجيا التجريبية، الذي مع ذلك أصبح بطلًا. 

## توحيدية «لايل»
من المهم أن نضع بعين الأعتبار أن تشارلز لايل قد تدرب محاميًا. كانت مهاراته الخطابية كبيرة وهي ضرورية لفهم تأثيره على تاريخ الجيولوجيا.
عندما دافع عن موكله المفضل، الذي أصبح يُعرف بنظرية «التوحيد» في الجيولوجيا، فقد صور التاريخ السابق لنظامه باعتباره تجاوزًا تدريجيًا للخرافات البدائية والتكهنات الجامحة والولاءات الكتابية.
من طريق ذلك، ابتكر أسطورة خاصة به باعتباره خبيرًا تجريبيًا خالٍ من كل التحيز والفكر المُسبق.
لكن لايل لم يكن فقط يبيع الأدلة والعمل الميداني على العقيدة السابقة ونظرية المُضاربة.
بدلًا من ذلك، فرض على مُعاصريه نظرية رائعة وخاصة ومتجذرة في دورة الزمن، من طريق دمج عدد من العناصر المُتميزة تحت راية واحدة من «التوحيد»، وانتظام القوانين الفيزيائية مع عدم انتظام التاريخ.

### الافتراضات الفلسفية
أولًا، دافع لايل عن توحيد قوانين الطبيعة (أي فكرة أن القوانين لا تتغير مع الوقت أو المكان).
ثانيًا، دافع عن توحيد العملية، وهو ما يعني ببساطة تفسير التغييرات السابقة دائمًا من طريق الأسباب المعروفة حاليًا حتى لو كانت التفسيرات الكارثية منطقية تمامًا.
على عكس الأسطورة، قبل معارضوا لايل الكارثيون كِلا الجانبين الفلسفي لـ «التوحيد».
ما لم يقبله نُقاد لايل هو فرضيتان موضوعيتان إضافيتان حول العالم أدرجهما تحت عنوان العلم الجيد (التوحيد).